# Acanthomurus womersleyi
Acanthomurus womersleyi är en urinsektsart som beskrevs av John Tenison Salmon 1941. Acanthomurus womersleyi ingår i släktet Acanthomurus och familjen Isotomidae. Inga underarter finns listade i Catalogue of Life.